# Dmitri Bárinov
Dmitri Nikoláyevich Bárinov (en ruso: Дми́трий Никола́евич Ба́ринов; Shchólkovo, 11 de septiembre de 1996) es un futbolista ruso que juega en la demarcación de centrocampista para el F. C. Lokomotiv Moscú de la Liga Premier de Rusia.

## Selección nacional
Tras jugar con la selección de fútbol sub-17 de Rusia, la sub-18, la sub-19 y la sub-21, finalmente hizo su debut con la selección absoluta el 8 de junio de 2019 en un partido de clasificación para la Eurocopa 2020 contra San Marino que finalizó con un resultado de 9-0 a favor del combinado ruso tras los goles de Fiódor Kudriashov, Antón Miranchuk, cuatro goles de Artiom Dziuba, un doblete de Fiódor Smólov y un autogol de Michele Cevoli.

## Clubes
| Club                  | País  | Año   | Partidos | Goles |
| --------------------- | ----- | ----- | -------- | ----- |
| F. C. Lokomotiv Moscú | Rusia | 2015- | 250      | 10    |

## Palmarés

### Campeonatos nacionales
| Título                | Club               | País  | Año  |
| --------------------- | ------------------ | ----- | ---- |
| Copa de Rusia         | FC Lokomotiv Moscú | Rusia | 2015 |
| Copa de Rusia         | FC Lokomotiv Moscú | Rusia | 2017 |
| Liga Premier de Rusia | FC Lokomotiv Moscú | Rusia | 2018 |
| Copa de Rusia         | FC Lokomotiv Moscú | Rusia | 2019 |
| Supercopa de Rusia    | FC Lokomotiv Moscú | Rusia | 2019 |
| Copa de Rusia         | FC Lokomotiv Moscú | Rusia | 2021 |

### Campeonatos internacionales
| Título                               | Club                                | País  | Año  |
| ------------------------------------ | ----------------------------------- | ----- | ---- |
| Campeonato Europeo Sub-17 de la UEFA | Selección de fútbol sub-17 de Rusia | Rusia | 2013 |